# Ларъёган (река, впадает в Шурышкарский Сор)
Ларъёган (устар. Лар-Юган) — река в Шурышкарском районе Ямало-Ненецкого АО. Длина реки 58 км. Берёт начало в болоте урочища Тайлорнюр. Впадает в озеро Шурышкарский Сор, вода из которого стекает в Малую Обь.
- при низкой воде на Оби в Ларъёган слева впадает река Хольцеёган[5].
- на 17 км по правому берегу впадает Солангнюрсоим.
- на 40 км по правому берегу впадает Палхотусоим.

## Данные водного реестра
По данным государственного водного реестра России относится к Нижнеобскому бассейновому округу, водохозяйственный участок реки — Обь от впадения реки Северная Сосьва до города Салехард, речной подбассейн реки — бассейны притоков Оби ниже впадения Северной Сосьвы. Речной бассейн реки — (Нижняя) Обь от впадения Иртыша.
Код объекта в государственном водном реестре — 15020300112115300031432.